# Rothmannia thailandica
Rothmannia thailandica är en måreväxtart som beskrevs av Deva D. Tirvengadum. Rothmannia thailandica ingår i släktet Rothmannia och familjen måreväxter. Inga underarter finns listade i Catalogue of Life.